# Симоненко Костянтин Валентинович
Костянтин Валентинович Симоненко (нар. 25 травня 1974, Одеса) — український мандрівник, перший українець, який відвідав усі країни світу, багаторазовий рекордсмен Національного реєстру рекордів України, юрист, письменник.

## Біографія
Костянтин Симоненко народився в 1974 році в Одесі. Закінчив Київський інститут міжнародних відносин за спеціальністю «міжнародні економічні відносини» (1996) та «міжнародне право» (2000).
Працював на дипломатичній службі в Посольстві України в США та українських державних і комерційних банках. З 2010 року працює адвокатом, є власником юридичної компанії.
2022 року написав книгу «Вкрадена весна» про перші два місяці повномасштабної війни. Книга була номінована на щорічну книжкову премію KBU Awards 2023 у розділі «Найкраща книга про війну».
Одружений, має двох дітей.

## Подорожі та визнання

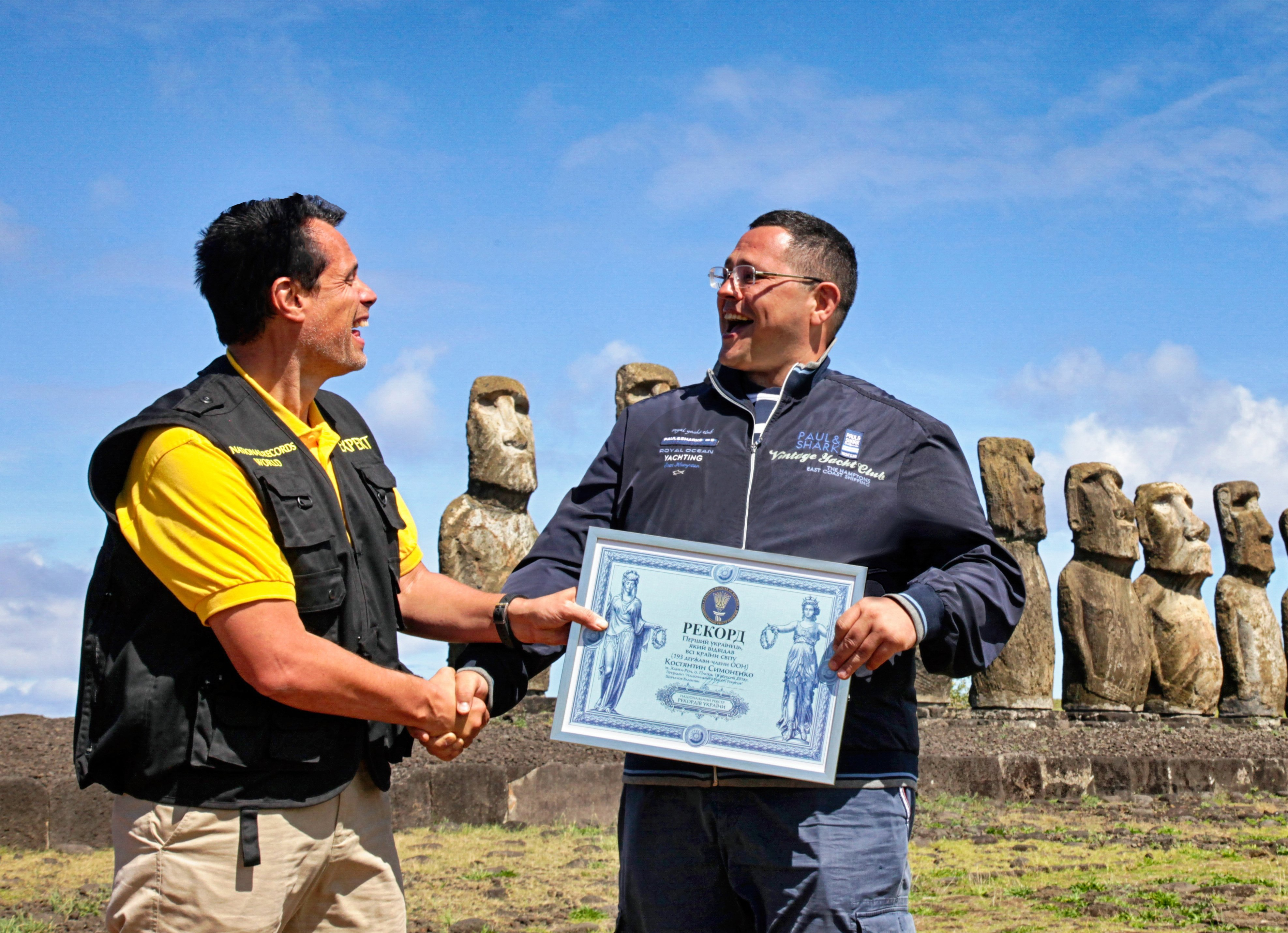

Перший громадянин України, який відвідав усі 193 країни — члени ООН. У 2018 році занесений до Національного реєстру рекордів України та Книги рекордів України. Диплом рекордсмена йому вручили на острові Пасхи.
Подорожі усіма країнами світу тривали 10 років, за які Костянтин подолав понад 2 мільйони кілометрів, здійснивши 734 авіаперельоти.
За результатами своїх подорожей Костянтин написав книгу «Два мільйони кілометрів до мрії» (2022). Книга вийшла тиражем 10 тисяч екземплярів кількома мовами.
Із кожної країни Костянтин привозив сувенірні тарілки. У багатьох країнах тарілки доводилося виготовляти на замовлення місцевих майстрів. Його колекція тарілок визнана найбільшою колекцією тарілок з усіх країн світу і внесена до Книги рекордів України.
Костянтин Симоненко часто виступає експертом країнами на центральних телевізійних каналах України. Неодноразово ставав героєм окремих телевізійних сюжетів про мандрівників.